# Irizar ie tram
De Irizar ie tram is een low floor-autobus, geproduceerd vanaf 2017 door de Spaanse busfabrikant Irizar Group.

## Versies
Er zijn drie versies van de ie tram. Deze versies verschillen allen qua lengte.
- ie tram 10; 10 meter versie
- ie tram 12; 12 meter versie
- ie tram 18; 18 meter versie

## Technische specificaties
|                | ie tram 10 | ie tram 12 | ie tram 18          | ie tram 18          |
| -------------- | ---------- | ---------- | ------------------- | ------------------- |
| Lengte         | 10 620 mm  | 12 160 mm  | 18 100 mm           | 18 730 mm           |
| Breedte        | 2 550 mm   | 2 550 mm   | 2 550 mm            | 2 550 mm            |
| Hoogte         | 3 300 mm   | 3 400 mm   | 3 400 mm            | 3 400 mm            |
| Wielbasis      | 4 415 mm   | 5 955 mm   | 5 980 mm / 5 914 mm | 5 980 mm / 6 540 mm |
| Vooroverbouw   | 2 805 mm   | 2 805 mm   | 2 805 mm            | 2 805 mm            |
| Achteroverbouw | 3 400 mm   | 3 400 mm   | 3 400 mm            | 3 400 mm            |
| Instaphoogte   | 320 mm     | 320 mm     | 320 mm              | 320 mm              |

## Inzet
In Nederland komt deze bus niet voor, maar de bus komt wel voor in onder andere Zwitserland, Spanje en Frankrijk. Sinds 20 november 2024 zet Go-Ahead London 20 bussen in van het type ie tram 12 op lijn 358. De bussen rijden in dienst bij Metrobus, welke een dochteronderneming is van Go-Ahead London. Sinds 30 december 2023 zet MOBILITY ADO 32 bussen in dienst in Yucatán (Mexico). In mei 2024 bestelde De Lijn 100 bussen. Deze zullen worden ingezet op het Spartacus project in Limburg en de HOV-lijnen in Kortrijk.
| Bedrijf                    | Type       | Serie                              | Aantal    | Inzet                      | Opmerking                        |
| Frankrijk                  | Frankrijk  | Frankrijk                          | Frankrijk | Frankrijk                  | Frankrijk                        |
| -------------------------- | ---------- | ---------------------------------- | --------- | -------------------------- | -------------------------------- |
| Keolis Amiens              | ie tram 18 | 701 - 743                          | 43        | Arrondissement Amiens      |                                  |
| Keolis Métropole Orléans   | ie tram 12 | 8004 - 8039                        | 36        | Orléans                    |                                  |
| RATP Dev Pays Basque-Adour | ie tram 12 | 916 - ??                           | 4         | Arrondissement Pau         |                                  |
| RATP Dev Pays Basque-Adour | ie tram 18 | 810 - 828 833 - 834                | 20        | Arrondissement Pau         | Voormalig Keolis bussen          |
| RTM                        | ie tram 12 | 1090 - 1105                        | 16        | Aix-en-Provence HOV-lijnen |                                  |
| Mexico                     |            |                                    |           |                            |                                  |
| MOBILITY ADO               | ie tram 12 | ??                                 | 32        | Yucatán                    |                                  |
| Spanje                     |            |                                    |           |                            |                                  |
| AUVASA                     | ie tram 18 | 601 - 611                          | 11        | Valladolid                 |                                  |
| Bilbobus                   | ie tram 12 | 706 - 711                          | 6         | Bilbao                     |                                  |
| EMT                        | ie tram 12 | 51 - 62 90                         | 13        | Madrid                     |                                  |
| TMB                        | ie tram 18 | 8530 - 8665                        | 36        | Barcelona                  | Een paar bussen zijn uit dienst. |
| Verenigd Koninkrijk        |            |                                    |           |                            |                                  |
| Go-Ahead London            | ie tram 12 | IE1 - IE20                         | 20        | Londen busroute 358        | Rijden in dienst bij Metrobus    |
| Go-Ahead London            | ie tram 12 | IE21 - IE48                        | 28        | Kent Fastrack-netwerk      |                                  |
| Zwitserland                |            |                                    |           |                            |                                  |
| Genève-Tours               | ie tram 12 | 2104 - 2111                        | 8         | Genève                     | Rijden in opdracht van TPG       |
| Odier Excursions           | ie tram 12 | 2118 - 2124                        | 7         | Genève                     | Rijden in opdracht van TPG       |
| VBSH                       | ie tram 12 | 1 - 3 6 24 - 25 31 35 - 36 38 - 43 | 15        | Schaffhausen               |                                  |
| VBSH                       | ie tram 18 | 7 20 26 - 30                       | 7         | Schaffhausen               |                                  |

## Verwante bustypen
- Irizar ie bus